# Henicomyia diversicolor
Henicomyia diversicolor är en tvåvingeart som beskrevs av Lyneborg 1972. Henicomyia diversicolor ingår i släktet Henicomyia och familjen stilettflugor. Inga underarter finns listade i Catalogue of Life.